# Silvestro Aldobrandini
Silvestro Aldobrandini (Roma, 1587 - Roma, 28 de janeiro de 1612) foi um cardeal do século XVII.

## Biografia
Nasceu em Roma em 1587. Filho de Gianfrancesco Aldobrandini e Olimpia Aldobrandini. Seu primeiro nome também está listado como Salvestro. Irmão do cardeal Ippolito Aldobrandini, Jr (1621). Sobrinho do cardeal Pietro Aldobrandini (1593) e do cardeal Cinzio Passeri Aldobrandini (1593). Sobrinho-neto do Papa Clemente VIII (1592-1605), por parte de mãe. Outros cardeais da família foram Baccio Aldobrandini (1652); e Alessandro Aldobrandini (1730).
Estudou língua e literatura latina e grega..
Cavaleiro da Ordem de Malta, 1598. Prior em Roma da Ordem de São João de Jerusalém. Capitão geral da guarda pontifícia, governador de Borgo, catellano do castelo S. Angelo, catellano da fortaleza de Ancona, de 28 de setembro de 1601 a 17 de setembro de 1603, quando renunciou a todos os cargos..
Criado cardeal diácono no consistório de 17 de setembro de 1603, com dispensa por ainda não ter atingido a idade canônica e por ter dois tios no Sacro Colégio dos Cardeais; recebeu o gorro vermelho e a diaconia de S. Cesareo em Palatio, 5 de novembro de 1603. Governador de S. Severino, 9 de junho de 1604 até 1607. Participou do Conclave de março de 1605, que elegeu o Papa Leão XI. Participou do Conclave de maio de 1605, que elegeu o Papa Paulo V..
Morreu em Roma 28 de janeiro de 1612. Sepultado na capela de sua família na igreja de S. Maria sopra Minerva, Roma..